# Hugo Kronecker
Karl Hugo Kronecker (Legnica, 27 de janeiro de 1839 – Bad Nauheim, 6 de junho de 1914) foi um fisiologista alemão. Irmão de Leopold Kronecker.
Estudou medicina na Universidade de Berlim, Universidade de Heidelberg e Universidade de Pisa, obtendo um grau de Doutor em Medicina (M.D.) em Berlim.
Foi eleito membro da Royal Society em 1909.